# Termodinamika bioloških procesa
Termodinamika bioloških procesa je fraza koja se ponekad odnosi na bioenergetiku, studiju transformacije energije u biološkim znanostima. Termodinamika bioloških procesa može biti definirana kao kvantitativna studija prenošenja energije koja se javlja u i između živih organizama, struktura i stanica te u prirodi i kao funkcija kemijskih procesa koji podupiru i koji su temeljni za to prenošenje. Termodinamika bioloških procesa može se baviti pitanjem je li korist povezana s bilo kojim fenotipskim svojstvom vrijedna energetskih investicija koje zahtjeva.

## Povijest
Knjiga njemačko-engleskog doktora i biokemičara Hansa Krebsa i Hansa Kornberga “Energy Transformations in Living Matter”, prvo je veliko izdanje knjige o termodinamici i biokemijskim reakcijama. U prilogu knjige nalazile su se prve termodinamičke tablice, čiji je autor Kenneth Burton, koje sadrže i konstante ravnoteže i Gibbsovu slobodnu energiju formacija za kemijske vrste i tako omogućavaju računanje do tad nepoznatih biokemijskih reakcija. Neravnotežna termodinamika koristi se kako bi se objasnilo kako se biološki organizmi razvijaju iz nereda i disbalansa. Ilya Prigogine otkrio je metode za termodinamička tretiranja takvih sustava. Nazvao je te sustave raspršenim/rastresenim sustavima jer su oni formirani i ustanovljeni rasipnim procesom izmjene energije između pojedinog sustava i njegove okoline i zato što oni nestaju ako se izmjena prekine. Može se reći da ti sustavi žive u simbiozi sa svojim okolišem. Preobrazba energije u biologiji primarno ovisi o fotosintezi. Konačna energija dobivena fotosintezom u zelenim biljkama od solarne radijacije iznosi oko 2x1023 J godišnje. Energetske transformacije u biološkim zajednicama okolnih hidrotermalnih otvora su iznimka, oni oksidiraju sumpor i tako dobivaju svoju energiju putem kemosinteze rađe nego putem fotosonteze.

## Fokus termodinamike u biologiji
Područje termodinamike bioloških procesa usredotočeno je na zakone kemijske termodinamike u biologiji i biokemiji. Ti zakoni uključuju prvi i drugi zakon termodinamike, Gibbsovu slobodnu energiju, statističku termodinamiku, kinetiku reakcije i hipotezu o nastanku života. Danas se biološka termodinamika bavi proučavanjem unurašnje biokemijske dinamike poput: ATP hidroliza, stabilnosti proteina, difuzije membrane, kinetike enzima i drugih esencijalnih energija. U termodinamičkom smislu, količina energije koja može obavljati rad tijekom kemijske reakcije je mjerena kvantitativno pomoću promjene u Gibbsovoj slobodnoj energiji. Fizički biolog Alfred Lotka pokušao je ujediniti promjenu Gibbsove slobodne energije s evolucijskim teorijama.

### Primjeri

#### Prvi zakon termodinamike
Prvi zakon termodinamike je iskaz o očuvanju energije, iako se može mijenjati iz jednog oblika u drugi, energija ne može biti niti stvorena niti uništena. Iz prvog zakona proizlazi Hessov zakon koji tvrdi da toplina razvijena ili apsorbirana u datoj reakciji mora uvijek biti konstantna i neovisna o načinu na koji se reakcija odvija. Iako neke prijelazne reakcije mogu biti endotermne, a druge egzotermne, ukupna razmjena topline jednaka je razmjeni topline koja se izravno dogodila u procesu. To načelo je temelj za kalorimetar, uređaj koji se koristi za određivanje topline u kemijskoj reakciji. Kako sva dolazna energija ulazi u tijelo kao hrana i na kraja oksidira, ukupna proizvodnja topline može se procijeniti mjerenjem topline proizvedene oksidacijom hrane u kaliorimetru. Ta toplina je izražena u kilokalorijama (kcal) koje se uobičajeno nalaze na deklaracijama hranidbenih proizvoda.

#### Drugi zakon termodinamike
Drugi zakon termodinamike primarno se bavi pitanjem je li određeni proces moguć i izvediv ili nije. Drugi zakon tvrdi da se ni jedan prirodni proces ne može dogoditi ako nije popraćen povećanjem entropije svemira. Nasuprot tome izolirani sustav će uvijek imati tendenciju k poremećaju. Često se pogrešno vjeruje da živi organizmi prkose Drugom zakonu zato što imaju mogućnost povećanja razine njihove organizacije. Kako bi se ta greška ispravila, moramo uzeti u obzir definiciju i granice. Živi organizam je otvoreni sustav, sposoban razmjenjivati materiju i energiju s okolinom. Npr. skup virusnih molekula od njenih podjedinica koji uključuju povećanje reda. Ako je virus smatran izoliranim sustavom, taj proces će biti u protivnosti s Drugim zakonom. Međutim molekula virusa izravno reagira s okolinom. Skupina virusnih molekula rezultira porastom entropije u sistemu zbog oslobođenja vode solvatacijom sastojaka i posljedičnim porastom rotacijske i translacijske entropije otapala.

#### Gibbsova slobodna energija
U biološkim sustavima, energija i entropija će se uglavnom mijenjati zajedno. Dakle, potrebno je definirati osnovnu funkciju da radi za te dvije promijene simultano.
Ta funkcija naziva se Gibbsova slobodna energija, G:     
```
G = H – TS 
```

- H je entalpija (SI jedinica: džul)
- T je temperatura (SI jedinice: Kelvin)
- S je entropija (SI jedinica: džula po Kelvinu)

Promjena u Gibbsovoj slobodnoj energiji može se koristiti kako bi se utvrdilo može li dana kemijska reakcija nastupiti spontano. Ako je ΔG negativna, reakcija može doći spontano. Isto tako, ako je ΔG pozitivna, reakcija je nespontana. Kemijske reakcije mogu se “pridružiti” jedna drugoj ako dijele iste posrednike. U tom slučaju ukupni Gibbs slobodne energije je jednostavno zbroj ΔG vrijednosti za svaku reakciju. Stoga, nepovoljne reakcije (pozitivna ΔG1) mogu biti upravljane pomoću druge, vrlo povoljne reakcije (negativan ΔG2 gdje veličina ΔG2> veličine ΔG1). Npr. reakcija glukoze s fruktozom u obliku saharoze ima ΔG vrijednost 5,5 kcal / mol. Zato se ta reakcija neće odviti spontano. Raspad ATP kako bi se formirao ADP anorganski fosfat ima ΔG vrijednost -7,3 kcal / mol. Te dvije reakcije može se vezati zajedno, tako da se glukoza veže s ATP u obliku glukoza-1-fosfat i ADP. Glukoza-1-fosfata se zatim mogu vezati s fruktozom dajući saharozu i anorganski fosfat. ΔG vrijednost spojene reakcije je -1.8 kcal / mol, što pokazuje da će reakcija doći spontano.Ovaj princip pridruživanja reakcija kako bi se izmijenile pomjene u Gibbsovoj slobodnoj energiji je osnovni princip koji stoji iza svih enzimatskih reakcija u biološkim organizmima.